# Fronteira Áustria–Eslováquia
A fronteira entre Áustria e Eslováquia é a linha que limita os territórios de Áustria e Eslováquia. ESta fronteira segue parcialmente os talvegues do Danúbio e do Morava (em alemão March). O seu atual traçado foi fixado após a Segunda Guerra Mundial, com incorporação no território da então Checoslováquia da zona que permitiu posteriormente a construção de parte do bairro de Bratislava chamado Petržalka. Os postos de fronteira foram encerrados em 23 de dezembro de 2007, quando a Eslováquia se juntou à Áustria e aos restantes membros do espaço Schengen.